# محمدتقی فراورده
محمدتقی فراورده، یکی از اولین خلبانان ایرانی شاغل در نیروی هوایی بود. او در سال ۱۲۹۵ در تهران متولد شد و در سال ۱۳۱۲ به پیشنهاد یکی از دوستانش برای خلبان شدن در آزمون ورودی شرکت کرد. با پذیرفته شدن او در آزمون ورودی، فراورده تبدیل به سی و هشتمین خلبان ایرانی شد که توانست به‌طور مستقل پرواز کند. محمدتقی فراورده یکی از تنها خلبانان ایرانی بود که در جنگ جهانی دوم شرکت کرد.
در دوم مهر ماه سال ۱۳۹۱ از محمدتقی فراورده طی مراسمی با حضور حسن شاه‌صفی تقدیر شد.

## زندگی‌نامه
محمدتقی در سال ۱۲۹۵ در تهران متولد شد. تحصیلات خود را نیز در تهران گذراند و پس از آن در پی یافتن شغلی مناسب به همراه یکی از دوستانش برای ورود به شغل خلبانی آزمون دادند. برخلاف آنکه دوست محمدتقی نتوانست در آزمون ورودی پذیرفته شود اما محمدتقی در آزمون ورودی پذیرفته شد و در سال ۱۳۱۲ وارد نیروی هوایی شد.
او مدتی پس از ورود متفقین به ایران از نیروی هوایی کناره‌گیری کرد و در بانک ملی مشغول به کار شد. از وی به عنوان یکی از تنهاترین خلبانان ایرانی حضور یافته در جنگ‌جهانی دوم یاد می‌شود.
از فراوده در سال ۱۳۹۱ به عنوان پیش‌کسوت نیروی هوایی تجلیل شد و او در سال ۱۳۹۴ در سن ۹۹ سالگی به دلیل کهولت سن در خانه خود در تهران درگذشت.